# Luku Wingir
Luku Wingir is een bestuurslaag in het regentschap Oost-Soemba van de provincie Oost-Nusa Tenggara, Indonesië. Luku Wingir telt 554 inwoners (volkstelling 2010).